# Župnija Zagorje (Škofija Koper)

Župnija Zagorje je rimskokatoliška teritorialna župnija dekanije Postojna v škofiji Koper.

## Sakralni objekti
- - župnijska cerkev
- - podružnica
- - podružnica